# Coupe Memorial 1943
Navigation
Édition précédente Édition suivante
La finale de l'édition 1943 de la Coupe Memorial est présentée au Maple Leaf Gardens de Toronto, en Ontario et est disputé entre le vainqueur du trophée George T. Richardson, remis à l'équipe championne de l'est du Canada et le vainqueur de la Coupe Abbott remis au champion de l'ouest du pays. Il s'agit du premier tournoi disputé au format quatre de sept.

## Équipes participantes
- Les Generals d'Oshawa de l'Association de hockey de l'Ontario, en tant que vainqueurs du trophée George T. Richardson.
- Les Rangers de Winnipeg de la Ligue de hockey junior du Manitoba en tant que vainqueurs de la Coupe Abbott.

### Résultats
| Match | Vainqueur           | Résultat | Perdant             | Lieu                         |
| ----- | ------------------- | -------- | ------------------- | ---------------------------- |
| 1     | Rangers de Winnipeg | 6-5      | Generals d'Oshawa   | Maple Leaf Gardens (Toronto) |
| 2     | Generals d'Oshawa   | 6-2      | Rangers de Winnipeg | Maple Leaf Gardens           |
| 3     | Generals d'Oshawa   | 5-3      | Rangers de Winnipeg | Maple Leaf Gardens           |
| 4     | Rangers de Winnipeg | 7-4      | Generals d'Oshawa   | Maple Leaf Gardens           |
| 5     | Rangers de Winnipeg | 7-3      | Generals d'Oshawa   | Maple Leaf Gardens           |
| 6     | Rangers de Winnipeg | 6-3      | Generals d'Oshawa   | Maple Leaf Gardens           |

## Effectifs
Voici la liste des joueurs des Rangers de Winnipeg, équipe championne du tournoi 1943 :
- Entraîneur : Bob Kinnear
- Joueurs : Bill Boorman, Eddie Coleman, Tom Fowler, Cal Gardner, Jack Irvine, Doug Jackson, Ben Judza, Ritchie MacDonald, Frank Mathers, George Mundrick, Joe Peterson, Church Russell, Gus Schwartz, Jack Taggart, Bill Tindall, Bill Vickers et Stan Warecki.